# Дамодара (астроном)
Дамодара (XV століття) — індійський астроном і математик, який жив у XV столітті в Південній Індії і належав до Керальської школи астрономії та математики. Сімейним домом Парамешвари був Ватассері (іноді його називають Ватасрені) у селі Алатиюр у Кералі. Роки життя невідомі.
Син і головний учень видатного астронома Парамешвари Ватассері (1360—1425), який сформулював систему астрономічних розрахунків дригганіта. Найвідомішим учнем Дамодари був Нілаканта Сомаяджі. Жодна із праць Дамодари не дійшла до наших днів, проте збереглися деякі цитати з них у роботах його учня Нілаканти.